# Smokers Delight
Albums de Nightmares on Wax
A Word of Science: The First and Final Chapter
(1991) Carboot Soul
(1999)
Smokers Delight est un album de Nightmares on Wax, sorti en 1995.

## L'album
C'est le premier album du groupe après la séparation avec Kevin Harper. Il fait partie des 1001 albums qu'il faut avoir écoutés dans sa vie.

### Titres
Tous les titres sont de George Evelyn, sauf mentions.
1. Nights Introlude (4:40)
2. Dreddoverboard (Bob Wonder) (5:48)
3. Pipes Honour (9:05)
4. Me + You (0:56)
5. Stars (6:59)
6. Wait A Minute (Praying For A Jeepbeat) (2:44)
7. Groove St. (7:29)
8. Time (To Listen) (0:29)
9. (Man) Tha Journey (6:19)
10. Bless My Soul (5:56)
11. Cruise (Don't Stop) (7:05)
12. Mission Venice (2:50)
13. What I'm Feelin (Good) (2:26)
14. Rise (5:14)
15. Rise (Reprise) (1:46)
16. Gambia Via Vagator Beach (4:41)

### Musiciens
- Chris Dawkins : guitare
- Taylor Firth, Robin Taylor-Firth : claviers, programmations
- George Evelyn : programmations
- Hamlet Luton: basse
- Shovell : percussions